# Sénas
Sénas é uma comuna francesa na região administrativa da Provença-Alpes-Costa Azul, no departamento de Bouches-du-Rhône. Estende-se por uma área de 30,61 km². Em 2010 a comuna tinha 7 016 habitantes (densidade: 229,2 hab./km²).